# Przyłuscy herbu Sulima

Herb Sulima

Przyłuscy herbu Sulima – polski ród szlachecki wywodzący się z powiatu bieckiego w ziemi krakowskiej.

## Etymologia nazwiska
Przyłuski jest nazwiskiem odmiejscowym, a konkretniej pochodzi od Przyłuk w gminie Międzyrzec Podlaski lub od Przyłuk (dziś Prełuki) w gminie Komańcza .

## Historia
Według Bartosza Paprockiego, polskiego heraldyka – Przyłuscy byli rodem od dawna zlokalizowanym w powiecie bieckim.
W jednym z dzieł pisanych Seweryna Uruskiego, odnajdujemy pochodzącego z tego rodu Jakuba, plebana w Mościskach, a zarazem pisarza wojewody o nazwisku Kmita. Swego czasu przeszedł na kalwinizm porzucając przy tym wyznanie katolickie. Poślubił nieznaną z imienia i nazwiska kobietę, a następnie został pisarzem krakowskim. Był uczonym, który zebrał rozproszone prawa polskie, ówcześnie panujące w różnych ziemiach kraju, po czym był odpowiedzialny za ich druk. Zmarł w 1544 roku.
Kolejnym z rodu był niejaki Maciek Przyłuski, pełniący funkcję rotmistrza wojsk polskich w 1782 roku.
W 1783 roku podczas trwającej Heroldii doszło do wylegitymowania Wojciecha Przyłuskiego ze szlachectwa w Galicji.